# Tìm kiếm tài năng: Vietnam's Got Talent (mùa 3)
Mùa thứ ba của chương trình Tìm kiếm tài năng: Vietnam's Got Talent do Đài Truyền hình Việt Nam và công ty BHD sản xuất, được phát sóng trên kênh VTV3 từ ngày 28 tháng 9 năm 2014 đến ngày 5 tháng 4 năm 2015. Nhãn hàng bột giặt OMO của tập đoàn Unilever là nhà tài trợ chính cho mùa thi này.
Người chiến thắng của mùa này là Nguyễn Đức Vĩnh (9 tuổi) đến từ Bắc Ninh.

## Ban giám khảo và dẫn chương trình
Vào ngày 18 tháng 8 năm 2014, danh hài Hoài Linh trở thành nghệ sĩ đầu tiên được xác nhận sẽ làm giám khảo cho mùa thứ ba của Tìm kiếm tài năng Việt Nam, đánh dấu lần đầu tiên anh xuất hiện tại chương trình trong vai trò giám khảo. Bên cạnh đó, ba gương mặt đã đồng hành cùng Vietnam's Got Talent trong hai mùa thi trước, gồm NSƯT Thành Lộc, cựu người mẫu, MC Thúy Hạnh và nhạc sĩ Huy Tuấn, tiếp tục góp mặt trong thành phần ban giám khảo của mùa này, đưa đến việc lần đầu tiên có bốn giám khảo có mặt cùng lúc trong suốt cuộc thi.
Vào ngày 24 tháng 9 năm 2014, Thanh Vân Hugo được công bố là người dẫn chương trình cho mùa thứ ba trong buổi họp báo phát động mùa mới của chương trình.

## Vòng loại toàn quốc
Dưới đây là các địa điểm diễn ra vòng sơ tuyển của Vietnam's Got Talent mùa thứ ba. Điểm mới trong mùa này là việc các thí sinh là người nước ngoài đang sống tại Việt Nam hoặc người Việt Nam đang sống tại nước ngoài cũng được chấp nhận để đăng ký dự thi.
- Đà Lạt (16 tháng 8 năm 2014)
- Nha Trang & Hải Phòng (17 tháng 8 năm 2014)
- Huế (19 tháng 8 năm 2014)
- Đà Nẵng & Tiền Giang (20 tháng 8 năm 2014)
- Cần Thơ (21 tháng 8 năm 2014)
- Hà Nội (22 & 23 tháng 8 năm 2014)
- TP.HCM (24 & 25 tháng 8 năm 2014).

## Vòng loại sân khấu
Đối với mùa này, nút bấm vàng lần đầu tiên được giới thiệu trong chương trình bên cạnh nút bấm đỏ thường dùng. Chỉ có một nút vàng duy nhất trên bàn của các giám khảo và giám khảo có thể sử dụng quyền này để đưa một thí sinh vào thắng vòng bán kết của chương trình mà không phải qua tuyển chọn ở cuối vòng loại sân khấu. Mỗi giám khảo chỉ được phép sử dụng nút vàng một lần duy nhất trong suốt quá trình vòng loại
Những thí sinh nhận được nút vàng từ ban giám khảo
| Giám khảo | Thí sinh            | Thể loại                    | Khu vực vòng loại     |
| --------- | ------------------- | --------------------------- | --------------------- |
| Hoài Linh | Bùi Văn Tự          | Ánh sáng                    | Hà Nội                |
| Thành Lộc | Nhóm 4 chị em       | Accapela, nhạc cụ cổ truyền | Thành phố Hồ Chí Minh |
| Huy Tuấn  | Dương Thị Huỳnh Mai | Hát                         | Thành phố Hồ Chí Minh |

## Vòng Bán kết
| Chú thích | Giám khảo chọn | Được khán giả bình chọn nhiều nhất, vào thẳng chung kết | Được vào chung kết theo lựa chọn của giám khảo | Không được chọn vào chung kết |

### Bán kết 1
- Ngày phát sóng: 30 tháng 11 năm 2014
- Ngày công bố kết quả: 7 tháng 12 năm 2014
- Khách mời: Paul Cosentino, Âu Bảo Ngân, Minh Thùy

| Thứ tự biểu diễn | Biểu diễn              | Tiết mục           | Lựa chọn của giám khảo | Lựa chọn của giám khảo | Lựa chọn của giám khảo | Lựa chọn của giám khảo |
| Thứ tự biểu diễn | Biểu diễn              | Tiết mục           | Thành Lộc              | Thúy Hạnh              | Hoài Linh              | Huy Tuấn               |
| ---------------- | ---------------------- | ------------------ | ---------------------- | ---------------------- | ---------------------- | ---------------------- |
| 1                | Nhóm BIA               | Hát hài            |                        |                        |                        |                        |
| 2                | Nguyễn Đức Vĩnh        | Chầu văn           |                        |                        |                        |                        |
| 3                | Trần Cao Luận (†)      | Ảo thuật           |                        |                        |                        |                        |
| 4                | Lâm Thành Đạt          | Uốn dẻo            |                        |                        |                        |                        |
| 5                | Dương Thị Huỳnh Mai    | Hát                |                        |                        |                        |                        |
| 6                | Cao Hiếu & Minh Phượng | Bellydance         |                        |                        |                        |                        |
| 7                | Nhóm Bar-TN            | Thể thao đường phố |                        |                        |                        |                        |

### Bán kết 2
- Ngày phát sóng: 14 tháng 12 năm 2014
- Ngày công bố kết quả: 21 tháng 12 năm 2014
- Khách mời: Quốc Thiên, Uyên Linh, Trung Dân

| Thứ tự biểu diễn | Biểu diễn              | Tiết mục                        | Lựa chọn của giám khảo | Lựa chọn của giám khảo | Lựa chọn của giám khảo | Lựa chọn của giám khảo |
| Thứ tự biểu diễn | Biểu diễn              | Tiết mục                        | Thành Lộc              | Thúy Hạnh              | Hoài Linh              | Huy Tuấn               |
| ---------------- | ---------------------- | ------------------------------- | ---------------------- | ---------------------- | ---------------------- | ---------------------- |
| 1                | Nhóm Đam mê không tuổi | Nhảy                            |                        |                        |                        |                        |
| 2                | Hồ Văn Thai            | Hát                             |                        |                        |                        |                        |
| 3                | Trịnh Huyền            | Hát - Bellydance                |                        |                        |                        |                        |
| 4                | Nguyễn Huỳnh Nhu       | Ảo thuật - Hài - Nói tiếng bụng |                        |                        |                        |                        |
| 5                | Trần Minh Thư          | Hát                             |                        |                        |                        |                        |
| 6                | Đan Trang              | Hát                             |                        |                        |                        |                        |
| 7                | Nguyễn Bảo Cường       | Xiếc                            |                        |                        |                        |                        |

### Bán kết 3
- Ngày phát sóng: 28 tháng 12 năm 2014[8]
- Ngày công bố kết quả: 4 tháng 1 năm 2015
- Khách mời: cặp DJ KimKet, Kiều Văn Thanh (top 7 mùa 1), Đăng Quân & Bảo Ngọc (quán quân mùa 1)

| Thứ tự biểu diễn | Biểu diễn       | Tiết mục        | Lựa chọn của giám khảo | Lựa chọn của giám khảo | Lựa chọn của giám khảo | Lựa chọn của giám khảo |
| Thứ tự biểu diễn | Biểu diễn       | Tiết mục        | Thành Lộc              | Thúy Hạnh              | Hoài Linh              | Huy Tuấn               |
| ---------------- | --------------- | --------------- | ---------------------- | ---------------------- | ---------------------- | ---------------------- |
| 1                | Nhóm Toxic      | Hát - Hòa tấu   |                        |                        |                        |                        |
| 2                | Phan Hồng Nhựt  | Xiếc - Ảo thuật |                        |                        |                        |                        |
| 3                | Nguyễn Vũ Hải   | Nhảy            |                        |                        |                        |                        |
| 4                | Từ Như Tài      | Hát             |                        |                        |                        |                        |
| 5                | Nguyễn Việt Duy | Ảo thuật        |                        |                        |                        |                        |
| 6                | Lý Vĩnh Hòa     | Hát             |                        |                        |                        |                        |
| 7                | Mai Quốc Anh    | Múa cột         |                        |                        |                        |                        |

Lý Vĩnh Hòa và Mai Quốc Anh nhận được số phiếu bình chọn ngang nhau từ các giám khảo. Quốc Anh giành quyền đi tiếp do có tỷ lệ bình chọn từ khán giả lớn hơn (18,33%) so với Vĩnh Hòa (17,53%).

### Bán kết 4
- Ngày phát sóng: 11 tháng 1 năm 2015
- Ngày công bố kết quả: 18 tháng 1 năm 2015
- Khách mời: Hồng Nhung, Trần Mạnh Tuấn, An Trần

| Thứ tự biểu diễn | Biểu diễn                 | Tiết mục           | Lựa chọn của giám khảo | Lựa chọn của giám khảo | Lựa chọn của giám khảo | Lựa chọn của giám khảo |
| Thứ tự biểu diễn | Biểu diễn                 | Tiết mục           | Thành Lộc              | Thúy Hạnh              | Hoài Linh              | Huy Tuấn               |
| ---------------- | ------------------------- | ------------------ | ---------------------- | ---------------------- | ---------------------- | ---------------------- |
| 1                | David C. Muray            | Hát                |                        |                        |                        |                        |
| 2                | Thục Nhi & Đức Huy        | Nhảy               |                        |                        |                        |                        |
| 3                | Trần Tấn Phát             | Ảo thuật           |                        |                        |                        |                        |
| 4                | Nhóm Ảo Ảnh               | Nhảy               |                        |                        |                        |                        |
| 5                | Thanh Nhàn                | Hát                |                        |                        |                        |                        |
| 6                | Nguyễn Minh Cường         | Waacking           |                        |                        |                        |                        |
| 7                | Nhóm Chiến Binh Đường Phố | Thể thao đường phố |                        |                        |                        |                        |

### Bán kết 5
- Ngày phát sóng: 25 tháng 1 năm 2015
- Ngày công bố kết quả: 1 tháng 2 năm 2015
- Khách mời: Thu Minh, Phạm Anh Khoa, Hiền Thục

| Thứ tự biểu diễn | Biểu diễn           | Tiết mục                | Lựa chọn của giám khảo | Lựa chọn của giám khảo | Lựa chọn của giám khảo | Lựa chọn của giám khảo |
| Thứ tự biểu diễn | Biểu diễn           | Tiết mục                | Thành Lộc              | Thúy Hạnh              | Hoài Linh              | Huy Tuấn               |
| ---------------- | ------------------- | ----------------------- | ---------------------- | ---------------------- | ---------------------- | ---------------------- |
| 1                | Nhóm 4 chị em       | Hát - Nhạc cụ cổ truyền |                        |                        |                        |                        |
| 2                | Nguyễn Bùi Nam Khuê | Nhảy                    |                        |                        |                        |                        |
| 3                | Mari                | Bellydance              |                        |                        |                        |                        |
| 4                | Phan Quốc Bảo       | Hát                     |                        |                        |                        |                        |
| 5                | Gia Linh & Gia Bảo  | Nhảy                    |                        |                        |                        |                        |
| 6                | Nhóm Dải Ngân Hà    | Nhảy                    |                        |                        |                        |                        |
| 7                | Nguyễn Văn Kỷ       | Bong bóng xà phòng      |                        |                        |                        |                        |

### Bán kết 6
- Ngày phát sóng: 8 tháng 2 năm 2015
- Ngày công bố kết quả: 15 tháng 2 năm 2015
- Khách mời: Noo Phước Thịnh, Trần Thái Sơn, Nhật Thủy, MTV

| Thứ tự biểu diễn | Biểu diễn                   | Tiết mục        | Lựa chọn của giám khảo | Lựa chọn của giám khảo | Lựa chọn của giám khảo | Lựa chọn của giám khảo |
| Thứ tự biểu diễn | Biểu diễn                   | Tiết mục        | Thành Lộc              | Thúy Hạnh              | Hoài Linh              | Huy Tuấn               |
| ---------------- | --------------------------- | --------------- | ---------------------- | ---------------------- | ---------------------- | ---------------------- |
| 1                | Ngô Phương Bích Ngọc        | Hát             |                        |                        |                        |                        |
| 2                | Lê Xuân Tùng                | Nặn tò he       |                        |                        |                        |                        |
| 3                | Hà Chương                   | Hát             |                        |                        |                        |                        |
| 4                | Nhóm Bình Định Gia Phúc Mậu | Võ thuật - Kịch |                        |                        |                        |                        |
| 5                | Bùi Văn Tự                  | Ánh sáng        |                        |                        |                        |                        |
| 6                | Bùi Thị Hạnh                | Hát             |                        |                        |                        |                        |
| 7                | Nhóm Gia đình Bong Bóng     | Parkour         |                        |                        |                        |                        |

### Bán kết 7
- Ngày phát sóng: 8 tháng 3 năm 2015
- Ngày công bố kết quả: 15 tháng 3 năm 2015
- Khách mời: Vũ Cát Tường, Nhóm Ayor, Trần Thu Hà

| Thứ tự biểu diễn | Biểu diễn             | Tiết mục   | Lựa chọn của giám khảo | Lựa chọn của giám khảo | Lựa chọn của giám khảo | Lựa chọn của giám khảo |
| Thứ tự biểu diễn | Biểu diễn             | Tiết mục   | Thành Lộc              | Thúy Hạnh              | Hoài Linh              | Huy Tuấn               |
| ---------------- | --------------------- | ---------- | ---------------------- | ---------------------- | ---------------------- | ---------------------- |
| 1                | Nhóm Chuồn Chuồn Giấy | Kịch       |                        |                        |                        |                        |
| 2                | Nguyễn Thị Mận        | Bài chòi   |                        |                        |                        |                        |
| 3                | Vũ Thái Thảo Vy       | Hát        |                        |                        |                        |                        |
| 4                | Thiều Huy Hoàng       | Ảo thuật   |                        |                        |                        |                        |
| 5                | Lâm Vissay            | Hát        |                        |                        |                        |                        |
| 6                | Hà Văn Anh            | Võ thuật   |                        |                        |                        |                        |
| 7                | Đào Hiền Thục Anh     | Bellydance |                        |                        |                        |                        |

## Vòng Chung kết
| Chú thích | Giám khảo chọn | Được bình chọn nhiều nhất, vào thẳng top 4 | Được giám khảo chọn vào top 4 | Không được chọn vào top 4 |

### Chung kết 1
- Ngày phát sóng: 22 tháng 3 năm 2015

| Thứ tự biểu diễn | Biểu diễn                 | Tiết mục                        | Lựa chọn của giám khảo | Lựa chọn của giám khảo | Lựa chọn của giám khảo | Lựa chọn của giám khảo |
| Thứ tự biểu diễn | Biểu diễn                 | Tiết mục                        | Thành Lộc              | Thúy Hạnh              | Hoài Linh              | Huy Tuấn               |
| ---------------- | ------------------------- | ------------------------------- | ---------------------- | ---------------------- | ---------------------- | ---------------------- |
| 1                | Nhóm 4 chị em             | Hát - Nhạc cụ cổ truyền         |                        |                        |                        |                        |
| 2                | Mai Quốc Anh              | Múa cột                         |                        |                        |                        |                        |
| 3                | Ngô Phương Bích Ngọc      | Hát                             |                        |                        |                        |                        |
| 4                | Nhóm Chiến Binh Đường Phố | Thể thao đường phố              |                        |                        |                        |                        |
| 5                | Nguyễn Đức Vĩnh           | Chèo                            |                        |                        |                        |                        |
| 6                | Nguyễn Huỳnh Nhu          | Hài - Ảo thuật - Nói tiếng bụng |                        |                        |                        |                        |
| 7                | Thục Nhi - Đức Huy        | Nhảy                            |                        |                        |                        |                        |

### Chung kết 2
- Ngày phát sóng: 29 tháng 3 năm 2015

| Thứ tự biểu diễn | Biểu diễn             | Tiết mục           | Lựa chọn của giám khảo | Lựa chọn của giám khảo | Lựa chọn của giám khảo | Lựa chọn của giám khảo |
| Thứ tự biểu diễn | Biểu diễn             | Tiết mục           | Thành Lộc              | Thúy Hạnh              | Hoài Linh              | Huy Tuấn               |
| ---------------- | --------------------- | ------------------ | ---------------------- | ---------------------- | ---------------------- | ---------------------- |
| 1                | Đào Hiền Thục Anh     | Bellydance         |                        |                        |                        |                        |
| 2                | Từ Như Tài            | Hát                |                        |                        |                        |                        |
| 3                | Gia Linh - Gia Bảo    | Nhảy               |                        |                        |                        |                        |
| 4                | Nhóm Chuồn Chuồn Giấy | Kịch               |                        |                        |                        |                        |
| 5                | Hà Chương             | Hát                |                        |                        |                        |                        |
| 6                | Nhóm Bar-Tn           | Thể thao đường phố |                        |                        |                        |                        |
| 7                | Vũ Thái Thảo Vy       | Hát                |                        |                        |                        |                        |

### Công bố gọi tên
Hai tiết mục còn lại được đi tiếp vào đêm Gala đã được công bố vào ngày 5 tháng 4 năm 2015.
| Biểu diễn             | Tiết mục |
| --------------------- | -------- |
| Ngô Phương Bích Ngọc  | Hát      |
| Thục Nhi - Đức Huy    | Nhảy     |
| Nhóm Chuồn Chuồn Giấy | Kịch     |
| Hà Chương             | Hát      |

## Gala trao giải
- Ngày phát sóng: 5 tháng 4 năm 2015

| Thứ tự biểu diễn | Biểu diễn             | Tiết mục | Kết quả chung cuộc |
| ---------------- | --------------------- | -------- | ------------------ |
| 1                | Nhóm Chuồn Chuồn Giấy | Kịch     | Đồng hạng ba       |
| 2                | Ngô Phương Bích Ngọc  | Hát      | Á quân             |
| 3                | Gia Linh - Gia Bảo    | Nhảy     | Đồng hạng ba       |
| 4                | Nguyễn Đức Vĩnh       | Tuồng    | Quán quân          |